# Блокада (шахматы)
Блока́да — стратегический приём в шахматах, заключающийся в расположении фигуры на поле непосредственно перед пешкой (пешечной цепью) соперника. Блокирующая фигура останавливает движение такой пешки и одновременно защищена этой пешкой от нападения тяжёлых фигур соперника по вертикали, на которой она расположена.
Считается, что на роль блокирующих лучше всего подходят лёгкие фигуры — конь, так как позиция перед пешкой позволяет обстреливать соседние с блокированной пешкой поля, или слон, который может тормозить движение целой пешечной цепи. Блокада является эффективным средством борьбы с проходной пешкой. Блокада, в особенности блокада нескольких пешек, может приводить к долговременным позиционным последствиям — стеснённости позиции и затруднениям в маневрировании на заблокированной стороне.
Хотя приём блокады был описан ещё Франсуа Филидором, полноценное учение о блокаде было разработано Ароном Нимцовичем, автором книг «Блокада» (1925, нем. Die Blockade) и «Моя система на практике» (1929, нем. Die Praxis meines Systems). Нимцович писал: «Всякую пешку, которая имеет хоть самый незначительный намёк на продвижение, всякую проходную пешку, всякий кусочек центра, всякое количественное или качественное превосходство — т о р м о з и! <…> Кульминационным же пунктом, идеалом всякого торможения есть и будет — блокада!»
Также блокадой называется разновидность позиционной ничьи, при которой из-за ограничения подвижности какой-то фигуры (фигур) сторона, имеющая материальный перевес, не может одержать победу.

## Пример
|   | a | b | c | d | e | f | g | h |   |
| - | --- | --- | --- | --- | --- | --- | --- | --- | - |
| 8 | a8 чёрная ладья · f8 чёрная ладья · g8 чёрный король · b7 чёрная пешка · d7 чёрный слон · g7 чёрный слон · h7 чёрная пешка · a6 чёрная пешка · d6 чёрная пешка · c5 чёрная пешка · d5 белая пешка · e5 чёрный ферзь · c4 белая пешка · e4 белая пешка · f4 чёрный конь · d3 белый слон · f3 белая пешка · h3 белая пешка · a2 белая пешка · b2 белая пешка · c2 белый ферзь · d2 белый конь · f2 белый слон · c1 белый король · d1 белая ладья · h1 белая ладья | a8 чёрная ладья · f8 чёрная ладья · g8 чёрный король · b7 чёрная пешка · d7 чёрный слон · g7 чёрный слон · h7 чёрная пешка · a6 чёрная пешка · d6 чёрная пешка · c5 чёрная пешка · d5 белая пешка · e5 чёрный ферзь · c4 белая пешка · e4 белая пешка · f4 чёрный конь · d3 белый слон · f3 белая пешка · h3 белая пешка · a2 белая пешка · b2 белая пешка · c2 белый ферзь · d2 белый конь · f2 белый слон · c1 белый король · d1 белая ладья · h1 белая ладья | a8 чёрная ладья · f8 чёрная ладья · g8 чёрный король · b7 чёрная пешка · d7 чёрный слон · g7 чёрный слон · h7 чёрная пешка · a6 чёрная пешка · d6 чёрная пешка · c5 чёрная пешка · d5 белая пешка · e5 чёрный ферзь · c4 белая пешка · e4 белая пешка · f4 чёрный конь · d3 белый слон · f3 белая пешка · h3 белая пешка · a2 белая пешка · b2 белая пешка · c2 белый ферзь · d2 белый конь · f2 белый слон · c1 белый король · d1 белая ладья · h1 белая ладья | a8 чёрная ладья · f8 чёрная ладья · g8 чёрный король · b7 чёрная пешка · d7 чёрный слон · g7 чёрный слон · h7 чёрная пешка · a6 чёрная пешка · d6 чёрная пешка · c5 чёрная пешка · d5 белая пешка · e5 чёрный ферзь · c4 белая пешка · e4 белая пешка · f4 чёрный конь · d3 белый слон · f3 белая пешка · h3 белая пешка · a2 белая пешка · b2 белая пешка · c2 белый ферзь · d2 белый конь · f2 белый слон · c1 белый король · d1 белая ладья · h1 белая ладья | a8 чёрная ладья · f8 чёрная ладья · g8 чёрный король · b7 чёрная пешка · d7 чёрный слон · g7 чёрный слон · h7 чёрная пешка · a6 чёрная пешка · d6 чёрная пешка · c5 чёрная пешка · d5 белая пешка · e5 чёрный ферзь · c4 белая пешка · e4 белая пешка · f4 чёрный конь · d3 белый слон · f3 белая пешка · h3 белая пешка · a2 белая пешка · b2 белая пешка · c2 белый ферзь · d2 белый конь · f2 белый слон · c1 белый король · d1 белая ладья · h1 белая ладья | a8 чёрная ладья · f8 чёрная ладья · g8 чёрный король · b7 чёрная пешка · d7 чёрный слон · g7 чёрный слон · h7 чёрная пешка · a6 чёрная пешка · d6 чёрная пешка · c5 чёрная пешка · d5 белая пешка · e5 чёрный ферзь · c4 белая пешка · e4 белая пешка · f4 чёрный конь · d3 белый слон · f3 белая пешка · h3 белая пешка · a2 белая пешка · b2 белая пешка · c2 белый ферзь · d2 белый конь · f2 белый слон · c1 белый король · d1 белая ладья · h1 белая ладья | a8 чёрная ладья · f8 чёрная ладья · g8 чёрный король · b7 чёрная пешка · d7 чёрный слон · g7 чёрный слон · h7 чёрная пешка · a6 чёрная пешка · d6 чёрная пешка · c5 чёрная пешка · d5 белая пешка · e5 чёрный ферзь · c4 белая пешка · e4 белая пешка · f4 чёрный конь · d3 белый слон · f3 белая пешка · h3 белая пешка · a2 белая пешка · b2 белая пешка · c2 белый ферзь · d2 белый конь · f2 белый слон · c1 белый король · d1 белая ладья · h1 белая ладья | a8 чёрная ладья · f8 чёрная ладья · g8 чёрный король · b7 чёрная пешка · d7 чёрный слон · g7 чёрный слон · h7 чёрная пешка · a6 чёрная пешка · d6 чёрная пешка · c5 чёрная пешка · d5 белая пешка · e5 чёрный ферзь · c4 белая пешка · e4 белая пешка · f4 чёрный конь · d3 белый слон · f3 белая пешка · h3 белая пешка · a2 белая пешка · b2 белая пешка · c2 белый ферзь · d2 белый конь · f2 белый слон · c1 белый король · d1 белая ладья · h1 белая ладья | 8 |
| 7 | a8 чёрная ладья · f8 чёрная ладья · g8 чёрный король · b7 чёрная пешка · d7 чёрный слон · g7 чёрный слон · h7 чёрная пешка · a6 чёрная пешка · d6 чёрная пешка · c5 чёрная пешка · d5 белая пешка · e5 чёрный ферзь · c4 белая пешка · e4 белая пешка · f4 чёрный конь · d3 белый слон · f3 белая пешка · h3 белая пешка · a2 белая пешка · b2 белая пешка · c2 белый ферзь · d2 белый конь · f2 белый слон · c1 белый король · d1 белая ладья · h1 белая ладья | a8 чёрная ладья · f8 чёрная ладья · g8 чёрный король · b7 чёрная пешка · d7 чёрный слон · g7 чёрный слон · h7 чёрная пешка · a6 чёрная пешка · d6 чёрная пешка · c5 чёрная пешка · d5 белая пешка · e5 чёрный ферзь · c4 белая пешка · e4 белая пешка · f4 чёрный конь · d3 белый слон · f3 белая пешка · h3 белая пешка · a2 белая пешка · b2 белая пешка · c2 белый ферзь · d2 белый конь · f2 белый слон · c1 белый король · d1 белая ладья · h1 белая ладья | a8 чёрная ладья · f8 чёрная ладья · g8 чёрный король · b7 чёрная пешка · d7 чёрный слон · g7 чёрный слон · h7 чёрная пешка · a6 чёрная пешка · d6 чёрная пешка · c5 чёрная пешка · d5 белая пешка · e5 чёрный ферзь · c4 белая пешка · e4 белая пешка · f4 чёрный конь · d3 белый слон · f3 белая пешка · h3 белая пешка · a2 белая пешка · b2 белая пешка · c2 белый ферзь · d2 белый конь · f2 белый слон · c1 белый король · d1 белая ладья · h1 белая ладья | a8 чёрная ладья · f8 чёрная ладья · g8 чёрный король · b7 чёрная пешка · d7 чёрный слон · g7 чёрный слон · h7 чёрная пешка · a6 чёрная пешка · d6 чёрная пешка · c5 чёрная пешка · d5 белая пешка · e5 чёрный ферзь · c4 белая пешка · e4 белая пешка · f4 чёрный конь · d3 белый слон · f3 белая пешка · h3 белая пешка · a2 белая пешка · b2 белая пешка · c2 белый ферзь · d2 белый конь · f2 белый слон · c1 белый король · d1 белая ладья · h1 белая ладья | a8 чёрная ладья · f8 чёрная ладья · g8 чёрный король · b7 чёрная пешка · d7 чёрный слон · g7 чёрный слон · h7 чёрная пешка · a6 чёрная пешка · d6 чёрная пешка · c5 чёрная пешка · d5 белая пешка · e5 чёрный ферзь · c4 белая пешка · e4 белая пешка · f4 чёрный конь · d3 белый слон · f3 белая пешка · h3 белая пешка · a2 белая пешка · b2 белая пешка · c2 белый ферзь · d2 белый конь · f2 белый слон · c1 белый король · d1 белая ладья · h1 белая ладья | a8 чёрная ладья · f8 чёрная ладья · g8 чёрный король · b7 чёрная пешка · d7 чёрный слон · g7 чёрный слон · h7 чёрная пешка · a6 чёрная пешка · d6 чёрная пешка · c5 чёрная пешка · d5 белая пешка · e5 чёрный ферзь · c4 белая пешка · e4 белая пешка · f4 чёрный конь · d3 белый слон · f3 белая пешка · h3 белая пешка · a2 белая пешка · b2 белая пешка · c2 белый ферзь · d2 белый конь · f2 белый слон · c1 белый король · d1 белая ладья · h1 белая ладья | a8 чёрная ладья · f8 чёрная ладья · g8 чёрный король · b7 чёрная пешка · d7 чёрный слон · g7 чёрный слон · h7 чёрная пешка · a6 чёрная пешка · d6 чёрная пешка · c5 чёрная пешка · d5 белая пешка · e5 чёрный ферзь · c4 белая пешка · e4 белая пешка · f4 чёрный конь · d3 белый слон · f3 белая пешка · h3 белая пешка · a2 белая пешка · b2 белая пешка · c2 белый ферзь · d2 белый конь · f2 белый слон · c1 белый король · d1 белая ладья · h1 белая ладья | a8 чёрная ладья · f8 чёрная ладья · g8 чёрный король · b7 чёрная пешка · d7 чёрный слон · g7 чёрный слон · h7 чёрная пешка · a6 чёрная пешка · d6 чёрная пешка · c5 чёрная пешка · d5 белая пешка · e5 чёрный ферзь · c4 белая пешка · e4 белая пешка · f4 чёрный конь · d3 белый слон · f3 белая пешка · h3 белая пешка · a2 белая пешка · b2 белая пешка · c2 белый ферзь · d2 белый конь · f2 белый слон · c1 белый король · d1 белая ладья · h1 белая ладья | 7 |
| 6 | a8 чёрная ладья · f8 чёрная ладья · g8 чёрный король · b7 чёрная пешка · d7 чёрный слон · g7 чёрный слон · h7 чёрная пешка · a6 чёрная пешка · d6 чёрная пешка · c5 чёрная пешка · d5 белая пешка · e5 чёрный ферзь · c4 белая пешка · e4 белая пешка · f4 чёрный конь · d3 белый слон · f3 белая пешка · h3 белая пешка · a2 белая пешка · b2 белая пешка · c2 белый ферзь · d2 белый конь · f2 белый слон · c1 белый король · d1 белая ладья · h1 белая ладья | a8 чёрная ладья · f8 чёрная ладья · g8 чёрный король · b7 чёрная пешка · d7 чёрный слон · g7 чёрный слон · h7 чёрная пешка · a6 чёрная пешка · d6 чёрная пешка · c5 чёрная пешка · d5 белая пешка · e5 чёрный ферзь · c4 белая пешка · e4 белая пешка · f4 чёрный конь · d3 белый слон · f3 белая пешка · h3 белая пешка · a2 белая пешка · b2 белая пешка · c2 белый ферзь · d2 белый конь · f2 белый слон · c1 белый король · d1 белая ладья · h1 белая ладья | a8 чёрная ладья · f8 чёрная ладья · g8 чёрный король · b7 чёрная пешка · d7 чёрный слон · g7 чёрный слон · h7 чёрная пешка · a6 чёрная пешка · d6 чёрная пешка · c5 чёрная пешка · d5 белая пешка · e5 чёрный ферзь · c4 белая пешка · e4 белая пешка · f4 чёрный конь · d3 белый слон · f3 белая пешка · h3 белая пешка · a2 белая пешка · b2 белая пешка · c2 белый ферзь · d2 белый конь · f2 белый слон · c1 белый король · d1 белая ладья · h1 белая ладья | a8 чёрная ладья · f8 чёрная ладья · g8 чёрный король · b7 чёрная пешка · d7 чёрный слон · g7 чёрный слон · h7 чёрная пешка · a6 чёрная пешка · d6 чёрная пешка · c5 чёрная пешка · d5 белая пешка · e5 чёрный ферзь · c4 белая пешка · e4 белая пешка · f4 чёрный конь · d3 белый слон · f3 белая пешка · h3 белая пешка · a2 белая пешка · b2 белая пешка · c2 белый ферзь · d2 белый конь · f2 белый слон · c1 белый король · d1 белая ладья · h1 белая ладья | a8 чёрная ладья · f8 чёрная ладья · g8 чёрный король · b7 чёрная пешка · d7 чёрный слон · g7 чёрный слон · h7 чёрная пешка · a6 чёрная пешка · d6 чёрная пешка · c5 чёрная пешка · d5 белая пешка · e5 чёрный ферзь · c4 белая пешка · e4 белая пешка · f4 чёрный конь · d3 белый слон · f3 белая пешка · h3 белая пешка · a2 белая пешка · b2 белая пешка · c2 белый ферзь · d2 белый конь · f2 белый слон · c1 белый король · d1 белая ладья · h1 белая ладья | a8 чёрная ладья · f8 чёрная ладья · g8 чёрный король · b7 чёрная пешка · d7 чёрный слон · g7 чёрный слон · h7 чёрная пешка · a6 чёрная пешка · d6 чёрная пешка · c5 чёрная пешка · d5 белая пешка · e5 чёрный ферзь · c4 белая пешка · e4 белая пешка · f4 чёрный конь · d3 белый слон · f3 белая пешка · h3 белая пешка · a2 белая пешка · b2 белая пешка · c2 белый ферзь · d2 белый конь · f2 белый слон · c1 белый король · d1 белая ладья · h1 белая ладья | a8 чёрная ладья · f8 чёрная ладья · g8 чёрный король · b7 чёрная пешка · d7 чёрный слон · g7 чёрный слон · h7 чёрная пешка · a6 чёрная пешка · d6 чёрная пешка · c5 чёрная пешка · d5 белая пешка · e5 чёрный ферзь · c4 белая пешка · e4 белая пешка · f4 чёрный конь · d3 белый слон · f3 белая пешка · h3 белая пешка · a2 белая пешка · b2 белая пешка · c2 белый ферзь · d2 белый конь · f2 белый слон · c1 белый король · d1 белая ладья · h1 белая ладья | a8 чёрная ладья · f8 чёрная ладья · g8 чёрный король · b7 чёрная пешка · d7 чёрный слон · g7 чёрный слон · h7 чёрная пешка · a6 чёрная пешка · d6 чёрная пешка · c5 чёрная пешка · d5 белая пешка · e5 чёрный ферзь · c4 белая пешка · e4 белая пешка · f4 чёрный конь · d3 белый слон · f3 белая пешка · h3 белая пешка · a2 белая пешка · b2 белая пешка · c2 белый ферзь · d2 белый конь · f2 белый слон · c1 белый король · d1 белая ладья · h1 белая ладья | 6 |
| 5 | a8 чёрная ладья · f8 чёрная ладья · g8 чёрный король · b7 чёрная пешка · d7 чёрный слон · g7 чёрный слон · h7 чёрная пешка · a6 чёрная пешка · d6 чёрная пешка · c5 чёрная пешка · d5 белая пешка · e5 чёрный ферзь · c4 белая пешка · e4 белая пешка · f4 чёрный конь · d3 белый слон · f3 белая пешка · h3 белая пешка · a2 белая пешка · b2 белая пешка · c2 белый ферзь · d2 белый конь · f2 белый слон · c1 белый король · d1 белая ладья · h1 белая ладья | a8 чёрная ладья · f8 чёрная ладья · g8 чёрный король · b7 чёрная пешка · d7 чёрный слон · g7 чёрный слон · h7 чёрная пешка · a6 чёрная пешка · d6 чёрная пешка · c5 чёрная пешка · d5 белая пешка · e5 чёрный ферзь · c4 белая пешка · e4 белая пешка · f4 чёрный конь · d3 белый слон · f3 белая пешка · h3 белая пешка · a2 белая пешка · b2 белая пешка · c2 белый ферзь · d2 белый конь · f2 белый слон · c1 белый король · d1 белая ладья · h1 белая ладья | a8 чёрная ладья · f8 чёрная ладья · g8 чёрный король · b7 чёрная пешка · d7 чёрный слон · g7 чёрный слон · h7 чёрная пешка · a6 чёрная пешка · d6 чёрная пешка · c5 чёрная пешка · d5 белая пешка · e5 чёрный ферзь · c4 белая пешка · e4 белая пешка · f4 чёрный конь · d3 белый слон · f3 белая пешка · h3 белая пешка · a2 белая пешка · b2 белая пешка · c2 белый ферзь · d2 белый конь · f2 белый слон · c1 белый король · d1 белая ладья · h1 белая ладья | a8 чёрная ладья · f8 чёрная ладья · g8 чёрный король · b7 чёрная пешка · d7 чёрный слон · g7 чёрный слон · h7 чёрная пешка · a6 чёрная пешка · d6 чёрная пешка · c5 чёрная пешка · d5 белая пешка · e5 чёрный ферзь · c4 белая пешка · e4 белая пешка · f4 чёрный конь · d3 белый слон · f3 белая пешка · h3 белая пешка · a2 белая пешка · b2 белая пешка · c2 белый ферзь · d2 белый конь · f2 белый слон · c1 белый король · d1 белая ладья · h1 белая ладья | a8 чёрная ладья · f8 чёрная ладья · g8 чёрный король · b7 чёрная пешка · d7 чёрный слон · g7 чёрный слон · h7 чёрная пешка · a6 чёрная пешка · d6 чёрная пешка · c5 чёрная пешка · d5 белая пешка · e5 чёрный ферзь · c4 белая пешка · e4 белая пешка · f4 чёрный конь · d3 белый слон · f3 белая пешка · h3 белая пешка · a2 белая пешка · b2 белая пешка · c2 белый ферзь · d2 белый конь · f2 белый слон · c1 белый король · d1 белая ладья · h1 белая ладья | a8 чёрная ладья · f8 чёрная ладья · g8 чёрный король · b7 чёрная пешка · d7 чёрный слон · g7 чёрный слон · h7 чёрная пешка · a6 чёрная пешка · d6 чёрная пешка · c5 чёрная пешка · d5 белая пешка · e5 чёрный ферзь · c4 белая пешка · e4 белая пешка · f4 чёрный конь · d3 белый слон · f3 белая пешка · h3 белая пешка · a2 белая пешка · b2 белая пешка · c2 белый ферзь · d2 белый конь · f2 белый слон · c1 белый король · d1 белая ладья · h1 белая ладья | a8 чёрная ладья · f8 чёрная ладья · g8 чёрный король · b7 чёрная пешка · d7 чёрный слон · g7 чёрный слон · h7 чёрная пешка · a6 чёрная пешка · d6 чёрная пешка · c5 чёрная пешка · d5 белая пешка · e5 чёрный ферзь · c4 белая пешка · e4 белая пешка · f4 чёрный конь · d3 белый слон · f3 белая пешка · h3 белая пешка · a2 белая пешка · b2 белая пешка · c2 белый ферзь · d2 белый конь · f2 белый слон · c1 белый король · d1 белая ладья · h1 белая ладья | a8 чёрная ладья · f8 чёрная ладья · g8 чёрный король · b7 чёрная пешка · d7 чёрный слон · g7 чёрный слон · h7 чёрная пешка · a6 чёрная пешка · d6 чёрная пешка · c5 чёрная пешка · d5 белая пешка · e5 чёрный ферзь · c4 белая пешка · e4 белая пешка · f4 чёрный конь · d3 белый слон · f3 белая пешка · h3 белая пешка · a2 белая пешка · b2 белая пешка · c2 белый ферзь · d2 белый конь · f2 белый слон · c1 белый король · d1 белая ладья · h1 белая ладья | 5 |
| 4 | a8 чёрная ладья · f8 чёрная ладья · g8 чёрный король · b7 чёрная пешка · d7 чёрный слон · g7 чёрный слон · h7 чёрная пешка · a6 чёрная пешка · d6 чёрная пешка · c5 чёрная пешка · d5 белая пешка · e5 чёрный ферзь · c4 белая пешка · e4 белая пешка · f4 чёрный конь · d3 белый слон · f3 белая пешка · h3 белая пешка · a2 белая пешка · b2 белая пешка · c2 белый ферзь · d2 белый конь · f2 белый слон · c1 белый король · d1 белая ладья · h1 белая ладья | a8 чёрная ладья · f8 чёрная ладья · g8 чёрный король · b7 чёрная пешка · d7 чёрный слон · g7 чёрный слон · h7 чёрная пешка · a6 чёрная пешка · d6 чёрная пешка · c5 чёрная пешка · d5 белая пешка · e5 чёрный ферзь · c4 белая пешка · e4 белая пешка · f4 чёрный конь · d3 белый слон · f3 белая пешка · h3 белая пешка · a2 белая пешка · b2 белая пешка · c2 белый ферзь · d2 белый конь · f2 белый слон · c1 белый король · d1 белая ладья · h1 белая ладья | a8 чёрная ладья · f8 чёрная ладья · g8 чёрный король · b7 чёрная пешка · d7 чёрный слон · g7 чёрный слон · h7 чёрная пешка · a6 чёрная пешка · d6 чёрная пешка · c5 чёрная пешка · d5 белая пешка · e5 чёрный ферзь · c4 белая пешка · e4 белая пешка · f4 чёрный конь · d3 белый слон · f3 белая пешка · h3 белая пешка · a2 белая пешка · b2 белая пешка · c2 белый ферзь · d2 белый конь · f2 белый слон · c1 белый король · d1 белая ладья · h1 белая ладья | a8 чёрная ладья · f8 чёрная ладья · g8 чёрный король · b7 чёрная пешка · d7 чёрный слон · g7 чёрный слон · h7 чёрная пешка · a6 чёрная пешка · d6 чёрная пешка · c5 чёрная пешка · d5 белая пешка · e5 чёрный ферзь · c4 белая пешка · e4 белая пешка · f4 чёрный конь · d3 белый слон · f3 белая пешка · h3 белая пешка · a2 белая пешка · b2 белая пешка · c2 белый ферзь · d2 белый конь · f2 белый слон · c1 белый король · d1 белая ладья · h1 белая ладья | a8 чёрная ладья · f8 чёрная ладья · g8 чёрный король · b7 чёрная пешка · d7 чёрный слон · g7 чёрный слон · h7 чёрная пешка · a6 чёрная пешка · d6 чёрная пешка · c5 чёрная пешка · d5 белая пешка · e5 чёрный ферзь · c4 белая пешка · e4 белая пешка · f4 чёрный конь · d3 белый слон · f3 белая пешка · h3 белая пешка · a2 белая пешка · b2 белая пешка · c2 белый ферзь · d2 белый конь · f2 белый слон · c1 белый король · d1 белая ладья · h1 белая ладья | a8 чёрная ладья · f8 чёрная ладья · g8 чёрный король · b7 чёрная пешка · d7 чёрный слон · g7 чёрный слон · h7 чёрная пешка · a6 чёрная пешка · d6 чёрная пешка · c5 чёрная пешка · d5 белая пешка · e5 чёрный ферзь · c4 белая пешка · e4 белая пешка · f4 чёрный конь · d3 белый слон · f3 белая пешка · h3 белая пешка · a2 белая пешка · b2 белая пешка · c2 белый ферзь · d2 белый конь · f2 белый слон · c1 белый король · d1 белая ладья · h1 белая ладья | a8 чёрная ладья · f8 чёрная ладья · g8 чёрный король · b7 чёрная пешка · d7 чёрный слон · g7 чёрный слон · h7 чёрная пешка · a6 чёрная пешка · d6 чёрная пешка · c5 чёрная пешка · d5 белая пешка · e5 чёрный ферзь · c4 белая пешка · e4 белая пешка · f4 чёрный конь · d3 белый слон · f3 белая пешка · h3 белая пешка · a2 белая пешка · b2 белая пешка · c2 белый ферзь · d2 белый конь · f2 белый слон · c1 белый король · d1 белая ладья · h1 белая ладья | a8 чёрная ладья · f8 чёрная ладья · g8 чёрный король · b7 чёрная пешка · d7 чёрный слон · g7 чёрный слон · h7 чёрная пешка · a6 чёрная пешка · d6 чёрная пешка · c5 чёрная пешка · d5 белая пешка · e5 чёрный ферзь · c4 белая пешка · e4 белая пешка · f4 чёрный конь · d3 белый слон · f3 белая пешка · h3 белая пешка · a2 белая пешка · b2 белая пешка · c2 белый ферзь · d2 белый конь · f2 белый слон · c1 белый король · d1 белая ладья · h1 белая ладья | 4 |
| 3 | a8 чёрная ладья · f8 чёрная ладья · g8 чёрный король · b7 чёрная пешка · d7 чёрный слон · g7 чёрный слон · h7 чёрная пешка · a6 чёрная пешка · d6 чёрная пешка · c5 чёрная пешка · d5 белая пешка · e5 чёрный ферзь · c4 белая пешка · e4 белая пешка · f4 чёрный конь · d3 белый слон · f3 белая пешка · h3 белая пешка · a2 белая пешка · b2 белая пешка · c2 белый ферзь · d2 белый конь · f2 белый слон · c1 белый король · d1 белая ладья · h1 белая ладья | a8 чёрная ладья · f8 чёрная ладья · g8 чёрный король · b7 чёрная пешка · d7 чёрный слон · g7 чёрный слон · h7 чёрная пешка · a6 чёрная пешка · d6 чёрная пешка · c5 чёрная пешка · d5 белая пешка · e5 чёрный ферзь · c4 белая пешка · e4 белая пешка · f4 чёрный конь · d3 белый слон · f3 белая пешка · h3 белая пешка · a2 белая пешка · b2 белая пешка · c2 белый ферзь · d2 белый конь · f2 белый слон · c1 белый король · d1 белая ладья · h1 белая ладья | a8 чёрная ладья · f8 чёрная ладья · g8 чёрный король · b7 чёрная пешка · d7 чёрный слон · g7 чёрный слон · h7 чёрная пешка · a6 чёрная пешка · d6 чёрная пешка · c5 чёрная пешка · d5 белая пешка · e5 чёрный ферзь · c4 белая пешка · e4 белая пешка · f4 чёрный конь · d3 белый слон · f3 белая пешка · h3 белая пешка · a2 белая пешка · b2 белая пешка · c2 белый ферзь · d2 белый конь · f2 белый слон · c1 белый король · d1 белая ладья · h1 белая ладья | a8 чёрная ладья · f8 чёрная ладья · g8 чёрный король · b7 чёрная пешка · d7 чёрный слон · g7 чёрный слон · h7 чёрная пешка · a6 чёрная пешка · d6 чёрная пешка · c5 чёрная пешка · d5 белая пешка · e5 чёрный ферзь · c4 белая пешка · e4 белая пешка · f4 чёрный конь · d3 белый слон · f3 белая пешка · h3 белая пешка · a2 белая пешка · b2 белая пешка · c2 белый ферзь · d2 белый конь · f2 белый слон · c1 белый король · d1 белая ладья · h1 белая ладья | a8 чёрная ладья · f8 чёрная ладья · g8 чёрный король · b7 чёрная пешка · d7 чёрный слон · g7 чёрный слон · h7 чёрная пешка · a6 чёрная пешка · d6 чёрная пешка · c5 чёрная пешка · d5 белая пешка · e5 чёрный ферзь · c4 белая пешка · e4 белая пешка · f4 чёрный конь · d3 белый слон · f3 белая пешка · h3 белая пешка · a2 белая пешка · b2 белая пешка · c2 белый ферзь · d2 белый конь · f2 белый слон · c1 белый король · d1 белая ладья · h1 белая ладья | a8 чёрная ладья · f8 чёрная ладья · g8 чёрный король · b7 чёрная пешка · d7 чёрный слон · g7 чёрный слон · h7 чёрная пешка · a6 чёрная пешка · d6 чёрная пешка · c5 чёрная пешка · d5 белая пешка · e5 чёрный ферзь · c4 белая пешка · e4 белая пешка · f4 чёрный конь · d3 белый слон · f3 белая пешка · h3 белая пешка · a2 белая пешка · b2 белая пешка · c2 белый ферзь · d2 белый конь · f2 белый слон · c1 белый король · d1 белая ладья · h1 белая ладья | a8 чёрная ладья · f8 чёрная ладья · g8 чёрный король · b7 чёрная пешка · d7 чёрный слон · g7 чёрный слон · h7 чёрная пешка · a6 чёрная пешка · d6 чёрная пешка · c5 чёрная пешка · d5 белая пешка · e5 чёрный ферзь · c4 белая пешка · e4 белая пешка · f4 чёрный конь · d3 белый слон · f3 белая пешка · h3 белая пешка · a2 белая пешка · b2 белая пешка · c2 белый ферзь · d2 белый конь · f2 белый слон · c1 белый король · d1 белая ладья · h1 белая ладья | a8 чёрная ладья · f8 чёрная ладья · g8 чёрный король · b7 чёрная пешка · d7 чёрный слон · g7 чёрный слон · h7 чёрная пешка · a6 чёрная пешка · d6 чёрная пешка · c5 чёрная пешка · d5 белая пешка · e5 чёрный ферзь · c4 белая пешка · e4 белая пешка · f4 чёрный конь · d3 белый слон · f3 белая пешка · h3 белая пешка · a2 белая пешка · b2 белая пешка · c2 белый ферзь · d2 белый конь · f2 белый слон · c1 белый король · d1 белая ладья · h1 белая ладья | 3 |
| 2 | a8 чёрная ладья · f8 чёрная ладья · g8 чёрный король · b7 чёрная пешка · d7 чёрный слон · g7 чёрный слон · h7 чёрная пешка · a6 чёрная пешка · d6 чёрная пешка · c5 чёрная пешка · d5 белая пешка · e5 чёрный ферзь · c4 белая пешка · e4 белая пешка · f4 чёрный конь · d3 белый слон · f3 белая пешка · h3 белая пешка · a2 белая пешка · b2 белая пешка · c2 белый ферзь · d2 белый конь · f2 белый слон · c1 белый король · d1 белая ладья · h1 белая ладья | a8 чёрная ладья · f8 чёрная ладья · g8 чёрный король · b7 чёрная пешка · d7 чёрный слон · g7 чёрный слон · h7 чёрная пешка · a6 чёрная пешка · d6 чёрная пешка · c5 чёрная пешка · d5 белая пешка · e5 чёрный ферзь · c4 белая пешка · e4 белая пешка · f4 чёрный конь · d3 белый слон · f3 белая пешка · h3 белая пешка · a2 белая пешка · b2 белая пешка · c2 белый ферзь · d2 белый конь · f2 белый слон · c1 белый король · d1 белая ладья · h1 белая ладья | a8 чёрная ладья · f8 чёрная ладья · g8 чёрный король · b7 чёрная пешка · d7 чёрный слон · g7 чёрный слон · h7 чёрная пешка · a6 чёрная пешка · d6 чёрная пешка · c5 чёрная пешка · d5 белая пешка · e5 чёрный ферзь · c4 белая пешка · e4 белая пешка · f4 чёрный конь · d3 белый слон · f3 белая пешка · h3 белая пешка · a2 белая пешка · b2 белая пешка · c2 белый ферзь · d2 белый конь · f2 белый слон · c1 белый король · d1 белая ладья · h1 белая ладья | a8 чёрная ладья · f8 чёрная ладья · g8 чёрный король · b7 чёрная пешка · d7 чёрный слон · g7 чёрный слон · h7 чёрная пешка · a6 чёрная пешка · d6 чёрная пешка · c5 чёрная пешка · d5 белая пешка · e5 чёрный ферзь · c4 белая пешка · e4 белая пешка · f4 чёрный конь · d3 белый слон · f3 белая пешка · h3 белая пешка · a2 белая пешка · b2 белая пешка · c2 белый ферзь · d2 белый конь · f2 белый слон · c1 белый король · d1 белая ладья · h1 белая ладья | a8 чёрная ладья · f8 чёрная ладья · g8 чёрный король · b7 чёрная пешка · d7 чёрный слон · g7 чёрный слон · h7 чёрная пешка · a6 чёрная пешка · d6 чёрная пешка · c5 чёрная пешка · d5 белая пешка · e5 чёрный ферзь · c4 белая пешка · e4 белая пешка · f4 чёрный конь · d3 белый слон · f3 белая пешка · h3 белая пешка · a2 белая пешка · b2 белая пешка · c2 белый ферзь · d2 белый конь · f2 белый слон · c1 белый король · d1 белая ладья · h1 белая ладья | a8 чёрная ладья · f8 чёрная ладья · g8 чёрный король · b7 чёрная пешка · d7 чёрный слон · g7 чёрный слон · h7 чёрная пешка · a6 чёрная пешка · d6 чёрная пешка · c5 чёрная пешка · d5 белая пешка · e5 чёрный ферзь · c4 белая пешка · e4 белая пешка · f4 чёрный конь · d3 белый слон · f3 белая пешка · h3 белая пешка · a2 белая пешка · b2 белая пешка · c2 белый ферзь · d2 белый конь · f2 белый слон · c1 белый король · d1 белая ладья · h1 белая ладья | a8 чёрная ладья · f8 чёрная ладья · g8 чёрный король · b7 чёрная пешка · d7 чёрный слон · g7 чёрный слон · h7 чёрная пешка · a6 чёрная пешка · d6 чёрная пешка · c5 чёрная пешка · d5 белая пешка · e5 чёрный ферзь · c4 белая пешка · e4 белая пешка · f4 чёрный конь · d3 белый слон · f3 белая пешка · h3 белая пешка · a2 белая пешка · b2 белая пешка · c2 белый ферзь · d2 белый конь · f2 белый слон · c1 белый король · d1 белая ладья · h1 белая ладья | a8 чёрная ладья · f8 чёрная ладья · g8 чёрный король · b7 чёрная пешка · d7 чёрный слон · g7 чёрный слон · h7 чёрная пешка · a6 чёрная пешка · d6 чёрная пешка · c5 чёрная пешка · d5 белая пешка · e5 чёрный ферзь · c4 белая пешка · e4 белая пешка · f4 чёрный конь · d3 белый слон · f3 белая пешка · h3 белая пешка · a2 белая пешка · b2 белая пешка · c2 белый ферзь · d2 белый конь · f2 белый слон · c1 белый король · d1 белая ладья · h1 белая ладья | 2 |
| 1 | a8 чёрная ладья · f8 чёрная ладья · g8 чёрный король · b7 чёрная пешка · d7 чёрный слон · g7 чёрный слон · h7 чёрная пешка · a6 чёрная пешка · d6 чёрная пешка · c5 чёрная пешка · d5 белая пешка · e5 чёрный ферзь · c4 белая пешка · e4 белая пешка · f4 чёрный конь · d3 белый слон · f3 белая пешка · h3 белая пешка · a2 белая пешка · b2 белая пешка · c2 белый ферзь · d2 белый конь · f2 белый слон · c1 белый король · d1 белая ладья · h1 белая ладья | a8 чёрная ладья · f8 чёрная ладья · g8 чёрный король · b7 чёрная пешка · d7 чёрный слон · g7 чёрный слон · h7 чёрная пешка · a6 чёрная пешка · d6 чёрная пешка · c5 чёрная пешка · d5 белая пешка · e5 чёрный ферзь · c4 белая пешка · e4 белая пешка · f4 чёрный конь · d3 белый слон · f3 белая пешка · h3 белая пешка · a2 белая пешка · b2 белая пешка · c2 белый ферзь · d2 белый конь · f2 белый слон · c1 белый король · d1 белая ладья · h1 белая ладья | a8 чёрная ладья · f8 чёрная ладья · g8 чёрный король · b7 чёрная пешка · d7 чёрный слон · g7 чёрный слон · h7 чёрная пешка · a6 чёрная пешка · d6 чёрная пешка · c5 чёрная пешка · d5 белая пешка · e5 чёрный ферзь · c4 белая пешка · e4 белая пешка · f4 чёрный конь · d3 белый слон · f3 белая пешка · h3 белая пешка · a2 белая пешка · b2 белая пешка · c2 белый ферзь · d2 белый конь · f2 белый слон · c1 белый король · d1 белая ладья · h1 белая ладья | a8 чёрная ладья · f8 чёрная ладья · g8 чёрный король · b7 чёрная пешка · d7 чёрный слон · g7 чёрный слон · h7 чёрная пешка · a6 чёрная пешка · d6 чёрная пешка · c5 чёрная пешка · d5 белая пешка · e5 чёрный ферзь · c4 белая пешка · e4 белая пешка · f4 чёрный конь · d3 белый слон · f3 белая пешка · h3 белая пешка · a2 белая пешка · b2 белая пешка · c2 белый ферзь · d2 белый конь · f2 белый слон · c1 белый король · d1 белая ладья · h1 белая ладья | a8 чёрная ладья · f8 чёрная ладья · g8 чёрный король · b7 чёрная пешка · d7 чёрный слон · g7 чёрный слон · h7 чёрная пешка · a6 чёрная пешка · d6 чёрная пешка · c5 чёрная пешка · d5 белая пешка · e5 чёрный ферзь · c4 белая пешка · e4 белая пешка · f4 чёрный конь · d3 белый слон · f3 белая пешка · h3 белая пешка · a2 белая пешка · b2 белая пешка · c2 белый ферзь · d2 белый конь · f2 белый слон · c1 белый король · d1 белая ладья · h1 белая ладья | a8 чёрная ладья · f8 чёрная ладья · g8 чёрный король · b7 чёрная пешка · d7 чёрный слон · g7 чёрный слон · h7 чёрная пешка · a6 чёрная пешка · d6 чёрная пешка · c5 чёрная пешка · d5 белая пешка · e5 чёрный ферзь · c4 белая пешка · e4 белая пешка · f4 чёрный конь · d3 белый слон · f3 белая пешка · h3 белая пешка · a2 белая пешка · b2 белая пешка · c2 белый ферзь · d2 белый конь · f2 белый слон · c1 белый король · d1 белая ладья · h1 белая ладья | a8 чёрная ладья · f8 чёрная ладья · g8 чёрный король · b7 чёрная пешка · d7 чёрный слон · g7 чёрный слон · h7 чёрная пешка · a6 чёрная пешка · d6 чёрная пешка · c5 чёрная пешка · d5 белая пешка · e5 чёрный ферзь · c4 белая пешка · e4 белая пешка · f4 чёрный конь · d3 белый слон · f3 белая пешка · h3 белая пешка · a2 белая пешка · b2 белая пешка · c2 белый ферзь · d2 белый конь · f2 белый слон · c1 белый король · d1 белая ладья · h1 белая ладья | a8 чёрная ладья · f8 чёрная ладья · g8 чёрный король · b7 чёрная пешка · d7 чёрный слон · g7 чёрный слон · h7 чёрная пешка · a6 чёрная пешка · d6 чёрная пешка · c5 чёрная пешка · d5 белая пешка · e5 чёрный ферзь · c4 белая пешка · e4 белая пешка · f4 чёрный конь · d3 белый слон · f3 белая пешка · h3 белая пешка · a2 белая пешка · b2 белая пешка · c2 белый ферзь · d2 белый конь · f2 белый слон · c1 белый король · d1 белая ладья · h1 белая ладья | 1 |
|   | a | b | c | d | e | f | g | h |   |

Позиция из партии А. Котов — С. Глигорич (турнир претендентов, Цюрих, 1953) после 23-го хода чёрных. Чёрные ферзь и конь блокируют белые пешки e4 и f3, ограничивая подвижность белых фигур (белопольного слона, коня и ферзя). Несмотря на то, что у чёрных не хватает двух пешек, партия закончилась вничью.